# Diplazium acanthopus
Diplazium acanthopus är en majbräkenväxtart som beskrevs av Carl Frederik Albert Christensen.
Diplazium acanthopus ingår i släktet Diplazium och familjen Athyriaceae. Inga underarter finns listade i Catalogue of Life.